# Philip Morris Kunstprijs
De Philip Morris Kunstprijs was een Nederlandse kunstprijs die tussen 1991 en 2004 werd uitgereikt door de tabaksproducent Philip Morris Finest Selection Foundation aan jonge, veelbelovende kunstenaars. Jaarlijks werd één, soms twee kandidaten geselecteerd in drie categorieën: (klassieke) muziek, dans en beeldende kunst. De winnaars ontvingen een bronzen sculptuur van kunstenaar Jan Verschoor en een stipendium.

## Geschiedenis
De Philip Morris Kunstprijs werd in 1991 ingesteld door de Amstelveense sigarettenfabrikant Philips Morris, onderdeel van Philip Morris International, en heette aanvankelijk Philip Morris Selection Award. De naam werd in 1999 veranderd in Philip Morris Kunstprijs.  Aanvankelijk ging de prijs naar iemand uit de klassieke muziek, maar in 1993 kwam daar de sector dans bij en in 1995 beeldende kunst. Drie raden van advies, voor muziek, dans en beeldende kunst, droegen ieder in hun eigen categorie een kandidaat voor aan het bestuur, dat de prijzen toekende.
Bij de instelling kende de Philip Morris Finest Selection Foundation jaarlijks 150.000 gulden toe. In overleg met de winnaars werd bepaald op welke manier de ondersteuning kon worden ingevuld (baar geld werd niet gegeven), bijvoorbeeld door een plaatopname of masterclass (muziek), een choreografieopdracht (dans), of een expositie of kunstboek (beeldende kunst).

## Winnaars (onvolledig)
- 1991: Quirine Viersen (muziek)
- 1992: Osiris Trio (muziek)
- 1993: Pauline Oostenrijk (muziek); Pieter de Ruiter (dans)
- 1994: Godelieve Schrama (muziek); Itzik Galili (dans)
- 1995: Folke Nauta (muziek); Andrea Leine & Harijono Roebana (dans); Ansuya Blom (beeldende kunst)
- 1996: Johan Inger & Xenia Meyer (dans); Roland Berning (beeldende kunst)
- 1997: Calefax Rietkwintet (muziek); Paul Selwyn Norton (dans); Reinoud van Vught (beeldende kunst)
- 1998: Conny Janssen (dans); Hannah van Bart (beeldende kunst)
- 1999: Lars Wouters van den Oudenweijer (muziek), Pieter C. Scholten & Emio Greco (dans); Elka Oudenampsen (beeldende kunst)
- 2000: Storioni Trio (muziek); Dylan Newcomb (dans); Antonietta Peeters (beeldende kunst)
- 2001: Marijn Simons (muziek); Bruno Listopad (dans); Ronald Zuurmond (beeldende kunst)
- 2002: Céleste Zewald (muziek); Mark Manders & Natasja Kensmil (beeldende kunst)
- 2003: Ralph van Raat (muziek); Hans Hof Ensemble (dans)
- 2004: Nanine Linning (dans); Juul Kraijer (beeldende kunst)